# 久木元美琴
久木元 美琴（くきもと みこと、1979年 - ）は、日本の人文地理学者、京都大学人間・環境学研究科准教授。都市社会地理学を専門とし、福祉や公共サービスの問題、特に保育や子育て支援について地理学的観点から研究している。

## 経歴
鹿児島県生まれ。
東京大学大学院博士課程修了。
2007年から、日本学術振興会特別研究員（DC1→PD）となり、2010年には「保育ニーズの多様化とサービス供給に関する地理学的研究」により東京大学から博士（学術）を取得した。
2012年に奈良女子大学研究院人文科学系助教となり、2013年に大分大学経済学部准教授となった。
2018年には政府の「地域魅力創造有識者会議」の委員を務めた。
2020年に専修大学文学部教授となり、さらに2024年に京都大学大学院人間・環境学研究科准教授に転じた。

## おもな著書

### 単著
- 保育・子育て支援の地理学：福祉サービス需給の「地域差」に着目して、明石書店、2016年

### 共訳書
- （神谷浩夫 監訳、由井義通、武田祐子、若林芳樹、中澤高志 との共訳）OECD 編著、地図でみる世界の地域格差 : 都市集中と地域発展の国際比較、明石書店、2008年
  - その後、「2011年版」が2012年、「2013年版」が2014年、「2016年版」が2017年にそれぞれ刊行されている。

## 受賞

### 若手奨励賞
- 2010年：5th Japan-Korea-China Joint Conference on Geography Young Geographer Prize
- 2011年：IGU Urban Comission Meeting Best Young Researcher
- 2013年：地理空間学会 地理空間学会2013年度奨励賞

### 論文賞
- 2015年：日本都市学会 日本都市学会論文賞[8]
  - 「東京都における認可外保育所の供給格差と自治体独自事業の役割」2013年，『日本都市学会年報』第46号

### 著作賞
- 2017年：経済地理学会 第8回経済地理学会著作賞[9]
  - 『保育・子育て支援の地理学』（明石書店）